# Nanteuil-Notre-Dame
Nanteuil-Notre-Dame – miejscowość i gmina we Francji, w regionie Hauts-de-France, w departamencie Aisne.
Według danych na styczeń 2014 roku gminę zamieszkiwało 65 osób, a gęstość zaludnienia wynosiła 17,1 osób/km².